# Ulf Larsson (företagsledare)

För andra personer med samma namn, se Ulf Larsson (olika betydelser).  
Ulf Örjan Larsson, född 1 maj 1962 i Vuollerims församling i Norrbottens län, är en svensk jägmästare och vd och koncernchef för Svenska Cellulosa AB (SCA) samt ordförande för branschorganisationen Skogsindustrierna. Han var vd för SCA Forest Products AB 2008–2014 och hade tidigare ledande befattningar inom SCA Skog, SCA Timber och Domänverket.